# Finarte
Finarte è una casa d'aste di Milano, tra le principali italiane. Fondata nel 1959, si è dapprima specializzata in finanziamenti per l'acquisto di opere d'arte, per poi passare alle aste. Quotata in borsa nel 1990, la società è andata in liquidazione coatta luglio del 2011 e dichiarata fallita dal tribunale di Milano nel marzo 2012. Nel 2014 il marchio Finarte è stato acquistato da un gruppo di soci investitori e rilanciato nel settore dell'arte italiana e internazionale.

## Storia
Finarte nasce nel 1959, per iniziativa del banchiere milanese Gian Marco Manusardi, con lo scopo di assistere collezionisti e operatori del settore nell'acquisto e nella vendita di opere d’arte. Finarte diventa così la prima società al mondo a operare finanziamenti in un campo che non aveva alcun credito presso le istituzioni bancarie.
Fin dai primi anni della storica sede milanese di via Broletto, appare chiara la strategia della casa d’aste: focalizzarsi su aste specialistiche, dall'arte antica alla contemporanea, dagli argenti ai gioielli, dalla numismatica alle porcellane e nei settori del collezionismo, cercando di internazionalizzare il proprio mercato. Con gli anni cresce il numero di aste e vengono aperte nuove sedi: a Roma nel 1972 e una seconda a Milano nel 1981. Nel 1986 viene lanciato un aumento di capitale della società. Nel 1989 Finarte raggiunge il suo massimo storico, con un fatturato di circa 150 miliardi. Nel 1993 sbarca oltremanica, con l'apertura di una sede di rappresentanza a Londra.
Nel 1999 viene lanciato il sito internet www.finarte.it e viene stipulato un accordo con il Gruppo Class Editori per una collaborazione al servizio basato sulla piattaforma MF Trading (sistema di informazione e di transazione sviluppato da Class Editori). Nel 2000 per la prima volta un catalogo di Finarte viene inserito integralmente su internet e da quell’anno la casa d’aste milanese inizia un’attività di vendita online in tutti i settori del collezionismo. Il 10 aprile 2001 il Presidente di Finarte Casimiro Porro viene rieletto Presidente dell’A.N.C.A., Associazione Nazionale Case d’Aste.
A seguito del fallimento, avvenuto nel 2011, il marchio Finarte viene rilevato da un nuovo gruppo di soci investitori che decidono di rilanciare l'attività della Casa d'Aste sul mercato italiano. La nuova Finarte apre i battenti nel 2015 con l'asta di Dipinti Antichi e del XIX Secolo e due aste di Arte e Fotografia del XX secolo e di Arte contemporanea. Nel 2021 Finarte ha registrato vendite per 14 milioni di euro.

## Aste notevoli
- 1961: Asta inaugurale dedicata alla collezione Estorick di Londra, con opere di Pablo Picasso, Wassily Kandinsky e Giorgio Morandi[8].
- 1986: la vendita della Fiumana di Giuseppe Pellizza da Volpedo.
- 1990: la vendita dei rilievi del Bambaia destinati al Castello Sforzesco.
- 1992: la vendita della collezione Jucker (ora al Museo del Novecento).
- 1994: la vendita di due dipinti del Canaletto.
- 1995: la vendita del San Benedetto di Antonello da Messina.
- 2000: la vendita del dipinto Due Cugine di Antonio Mancini.
- 2007: la vendita de Il Sogno di Achille di Alberto Savinio.
- 2008: la vendita di Ulysses, why do you came so late poor fool di Martial Raysse.